# Orchestre de chambre du Palatinat du Rhin
L'Orchestre de chambre du Palatinat du Rhin (Kurpfälzisches Kammerorchester ou Kurpfälzisches Kammerorchester Mannheim) est un ensemble allemand de musique classique fondé en 1952 et basé à Mannheim.
L'orchestre tire son nom du Kurpfalz ou Palatinat électoral (l'ancien Palatinat du Rhin, soit la région de Mannheim et Heidelberg) et non du Palatinat rhénan (région de Ludwigshafen et Spire).
Il est considéré par de nombreux mélomanes comme l'héritier de l'orchestre de l'école de Mannheim.

## Historique

### Contexte historique
L'orchestre se considère comme le successeur de l'orchestre de la cour du Palatinat du Rhin, la « Mannheimer Hofkapelle » fondée par le prince-électeur de Palatinat Charles-Théodore lorsqu'il accède au pouvoir en 1743 à l'âge de 18 ans seulement, un orchestre qui a atteint son apogée de 1748 à 1778, a compté jusqu'à 89 musiciens, était considérée au XVIIIe siècle comme l'orchestre le plus réputé et le plus talentueux de toute l'Europe et est entré dans l'histoire de la musique sous le nom d'école de Mannheim ou « Mannheimer Schule ».

### Fondation
C'est Eugen Bodart et le violoniste Curt Werner (membre de l'orchestre et son trésorier jusqu'en 1991) qui ont initialement l'idée de fonder un nouvel orchestre de chambre à Mannheim, ville d'origine de la « Mannheimer Hofkapelle » du prince-électeur de Palatinat Charles-Théodore, afin de ramener dans la mémoire d'un large public la musique des compositeurs de l'école de Mannheim, une musique qui avait déjà disparu des programmes de concert dans les deux dernières décennies du XVIIIe siècle  alors que ces compositeurs, regroupés autour de Johan Stamitz, Christian Cannabich et Ignace Holzbauer avaient fondé un style nouveau et que leurs œuvres avaient été diffusées largement. 
Le tout premier concert du Kurpfälzisches Kammerorchester est un concert de l'Avent qui a lieu sous la direction d'Eugen Bodart le 9 décembre 1951 à l'église Saint-Gall de Ladenburg. Le concert est bien accueilli par le public et la presse. Ainsi on peut lire dans le quotidien Die Rheinpfalz sous le titre Fondation d'un nouvel orchestre de chambre - jeunes musiciens du Palatinat et de Baden sous la direction d'Eugen Bodart :

« Maintenir la musique de chambre, en particulier sa tradition classique, est une tâche très difficile et responsable.
Sa solution nécessite un haut niveau de technicité et de musicalité.
Il est donc rassurant qu'un musicien reconnu comme Eugen Bodart on reprenne la direction.
Les jeunes cordistes les plus talentueux de notre région sont obligés d'être membres.
La fondation de ce orchestre de chambre a enfin comblé un vide qui a toujours existé dans notre région. »

Les débuts officiels de l'orchestre, dont la présidence d'honneur est alors assumée par Jean Sibelius, sont cependant datés du 11 mars 1952, avec un concert donné à l'Hospice Wartburg de Mannheim,.
L'année 1953 est ensuite décisive pour le développement de l'Orchestre de chambre du Palatinat du Rhin et son établissement national et international en tant que spécialiste de l'école de Mannheim : elle marque en effet le début d'une collaboration qui a durée plusieurs décennies avec la station de radio Studio Heidelberg-Mannheim du Süddeutscher Rundfunk (intégrée aujourd'hui au SWR ou Südwestrundfunk).
Avec la collaboration de la spécialiste musicale Marion Brand, également passionnée par l'idée d'une redécouverte de l'école de Mannheim, sont créées cette année-là dans le cadre du Festival de Schwetzingen, qui avait été fondé un an plus tôt par le Süddeutscher Rundfunk, les « Sérénades de Schwetzingen », une série de concerts en forme de sérénade consacrés à des œuvres de l'école de Mannheim qui sont rarement entendues ou qui n'ont pas été jouées du tout depuis deux siècles. 

### Chefs permanents
Au fil des décennies, le Kurpfälzisches Kammerorchester connaît de nombreux chefs d'orchestre, allemands mais aussi tchèque, belge et français.
Après le fondateur de l'orchestre Eugen Bodart, qui le dirige de 1952 à 1958, c'est Wolfgang Hofmann qui dirige de 1959 à 1987 le Kurpfälzisches Kammerorchester de Mannheim qui acquiert une renommée internationale sous sa direction, des tournées de concerts conduisant l'orchestre en France, en Italie, en Espagne, en Autriche, au Danemark, en Afrique du Nord et en Suisse,.
Après Klaus Peter Hahn (1987 - 1991), l'orchestre est dirigé de 1992 à 2002 par le chef d'orchestre tchèque Jiří Malát, qui était le chef d'orchestre du Théâtre national de Prague depuis 1988,.
Le chef d'orchestre belge Florian Heyerick, fondateur et directeur artistique de l'ensemble Ex Tempore et chef invité régulier du Collegium Instrumentale Brugense, lui succède de 2002 à 2004.
Entre 2004 et 2008, Wolfram Christ en est le chef d'orchestre et collabore avec des solistes de renommée internationale tels que Sabine Meyer, Emmanuel Pahud, Albrecht Mayer, Simone Kermes et Renaud Capuçon.
Après Stefan Fraas (2009 - 2012), et Johannes Schlaefli (2013 - 2019), la direction de l'orchestre est assurée depuis 2019 par le chef et clarinettiste français Paul Meyer, fondateur de l'Orchestre de chambre d'Alsace, qui a dirigé de nombreux orchestres de chambre parmi lesquels l'Orchestre de chambre de Paris, le Scottish Chamber Orchestra, l'English Chamber Orchestra et l'Orchestre de chambre de Munich,.

## Financement
Le Kurpfälzisches Kammerorchester est financé par le Land (état) de Bade-Wurtemberg, par les villes de Mannheim et de Ludwigshafen am Rhein, par l'association du district du Palatinat (Bezirksverband Pfalz) et par la région métropolitaine Rhin-Neckar. 
Outre les contributions financières du secteur public, l'orchestre se finance également par les revenus de ses concerts et de ses productions radio et CD, ainsi que par des dons et du sponsoring.

## Enregistrements
L'Orchestre de chambre du Palatinat du Rhin a réalisé des enregistrements pour les labels Da Camera, Musica Rara, International Joker Production, Oryx, RBM Records, Saphir, Murawski-Zimmermann, Mediaphon, Arte Nova, Koch Schwann, cpo, Ars Produktion.
- Sous la direction d'Eugen Bodart :
  - Las Cuatro Estaciones de Vivaldi (Sarpe)

- Sous la direction de Wolfgang Hofmann :
  - 1966 : Musik am Hofe Karl Theodors (Da Camera)
  - 1967 : The Art of the Fugue Part 1, BWV 1080 de Jean-Sébastien Bach (Musica Rara)
  - 1968 : L'Arte Della Fuga / Choral "Vor Deinen Thron Tret Ich Hiermit" de Jean-Sébastien Bach (International Joker Production)
  - 1969 : The Art of the Fugue de Jean-Sébastien Bach (Oryx)
  - 1971 : Mannheimer Sinfonie, œuvres de Johann Stamitz, Carl Joseph Toeschi, Joseph Martin Kraus et Carl Stamitz (RBM Records)
  - 1972 : Musik aus dem Alten Berlin (Tonstudio H. Scherer)
  - 1974 : Musick At Court (Music From The Court Of Duke Carl Theodore), œuvres de Christian Cannabich, Georg Joseph Vogler et Franz Anton Rossler (Oryx)
  - 1976 : Virtuose Trompetenkonzerte aus Barock und Gegenwart (RBM Records)
  - 1978 : Flötenkonzert D-Dur KV 314 / Violinkonzert D-Dur KV 211 de Wolfgang Amadeus Mozart (Saphir)
  - 1986 : Sudetendeutsches Schloßkonzert, œuvres de Carl Ditters von Dittersdorf, Johann Stamitz et Carl Stamitz (RBM Records)
  - 1987 : Drei Mannheimer Kammersinfonien, œuvres composées par Wolfgang Hofmann en 1978, 1983 et 1984 (RBM Records)

- Sous la direction de Peter W. Lücker :
  - 1986 : Musikalisches Opfer BWV 1079 - Eine Musikhistorische Begegnung de Jean-Sébastien Bach (Murawski-Zimmermann Verlag)

- Sous la direction de Klaus-Peter Hahn :
  - 1990 : Konzert Für Violoncello Und Orchester / Oboenkonzert / Sinfonie Es-Dur de Carl Stamitz (Mediaphon)
  - 1991 : Ewig Junger Mozart (Sinfonia No. 17 KV 129 • Serenata No. 4 KV 203 • Sinfonia No. 28 KV 200) de Wolfgang Amadeus Mozart (Mediaphon)

- Sous la direction de Jiří Malát :
  - 1995 : Mannheimer Schule Vol. 1, œuvres de Carl Stamitz et Johann Joseph Beer (Arte Nova)
  - 1995 : Mannheimer Schule Vol. 2, œuvres de Carl Stamitz (Arte Nova)
  - 1996 : Mannheimer Schule Vol. 3, œuvres de Franz Danzi et Georg Friedrich Fuchs (Arte Nova)
  - 1996 : Mannheimer Schule Vol. 4, œuvres de Franz Anton Dimmler, Peter von Winter et Franz Tausch (Arte Nova)
  - 1996 : Mannheimer Schule Vol. 5, œuvres de Matthäus (Frédéric) Blasius, Joseph Fiala et Johann Sebastian Demar (Arte Nova)
  - 1998 : Orchesterwerke - Orchestral Works de Christian Cannabich (Arte Nova)
  - 2000 : 18th Century Viola Concertos de Johann Stamitz, Anton Stamitz et Johann Matthias Sperger (Koch Schwann)

- Sous la direction de Manfred May :
  - 1998 : Musique sacrée à la cour électorale de Trèves, œuvres de Pietro Pompeo Sales, Johan Georg Lang et Conrad Starck (Arte Nova)

- Sous la direction de Gerald Kegelmann :
  - 2000 : Requiem de Georg Joseph Vogler (Arte Nova)

- Sous la direction de Johannes Moesus :
  - 2005 : Violin Concertos - Symphonies d'Antonio Rosetti (cpo)
  - 2009 : Horn Concertos d'Antonio Rosetti (cpo)

- Sous la direction de Johannes Schlaefli :
  - 2014 : Mozart / Holzbauer (Ars Produktion)
  - 2015 : 8 Seasons - Vivaldi - Piazzola (Ars Produktion)
  - 2019 : Clarinet Concertos 3-5 de Carl Stamitz (cpo)

- Sous la direction de Kevin Griffiths :
  - 2017 : Three Harp Concertos de Johann Wilhelm Hertel (cpo)

- Sous la direction de Marek Štilec :
  - 2019 : Three Clarinet Concertos de Michèl Yost, Symphony in D de Johann Christoph Vogel (cpo)